# Clara Nugent
Clara Nugent, née  à Cayenne en Guyane, est une auteure-compositrice-interprète et chanteuse française.

## Biographie
Depuis 2016, elle est chanteuse et membre fondateur de la formation musicale ClaraKoustik.